# Пійлсіська сільська рада
Пі́йлсіська сільська рада (ест. Piilsi külanõukogu, рос. Пийлсиский сельский совет) — сільська рада в Естонській РСР, адміністративно-територіальна одиниця в складі повіту Тартумаа (1945—1950) та Муствееського району (1950—1954).

## Населені пункти
Сільській раді підпорядковувалися села: Пійлсі (Piilsi), Кирве (Kõrve), Кяразі (Kärasi), Солдатівялья (Soldativälja), Колґавялья (Kolgavälja), Кодасааре (Kodasaare), Карусоо (Karusoo), Ліннанимме (Linnanõmme), Йиеметса (Jõemetsa).

## Історія
13 вересня 1945 року на території волості Авінурме в Тартуському повіті утворена Пійлсіська сільська рада з центром у селі Пійлсі. Головою сільської ради обраний Александер Мюйр (Aleksander Müür), секретарем — Раїса Сілд (Raissa Sild).
26 вересня 1950 року, після скасування в Естонській РСР повітового та волосного поділу, сільська рада ввійшла до складу новоутвореного Муствееського сільського району.
17 червня 1954 року в процесі укрупнення сільських рад Естонської РСР Пійлсіська сільська рада ліквідована. Її територія склала південну частину Авінурмеської сільської ради та західну — Логусууської.